# كينيث باجشاوي
البروفيسور كينيث داوسون باجشاوي (بالإنجليزية: Kenneth Dawson Bagshawe) الحاصل علىرتبة الإمبراطورية البريطانية، وزمالة كلية الأطباء الملكية، والكلية الملكية لأطباء النساء والتوليد، وزمالة الجمعية الملكية، هو طبيب أورام بريطاني من مواليد 17 أغسطس 1925، وأستاذ فخري للأورام الطبية، في مستشفى تشارينغ كروس.
عمل كينيث في كلية الطب في مستشفى سانت ماري من عام 1946 إلى عام 1952، ثم أصبح بعد ذلك زميلًا باحثًا في مستشفى جونز هوبكنز، في بالتيمور بالولايات المتحدة، في عام 1955.
ومن عام 1960، شغل منصب كبير المُحاضرين في كلية الطب في مستشفى تشارينغ كروس، وأستاذ علم الأورام الطبية هناك من 1975-1990.
كما شغل منصب رئيس اللجنة العلمية لحملة أبحاث السرطان من عام 1983إلى عام 1988.
انتُخب زميلًا للجمعية الملكية في عام 1989، وحصل على رتبة الإمبراطورية البريطانية في تكريمات أعياد الميلاد لعام 1990.

## أعماله
- سرطان المشيمة: البيولوجيا السريرية للأرومة المغذية والأورام المتعلقة بها، إدوارد أرنولد، 1969
- الأورام الطبية: الجوانب الطبية للأمراض الخبيثة، منشورات بلاكويل العلمية، 1975،رقم دولي معياري للكتاب 978-0-632-09370-0
- التطورات الحديثة وآفاق المستقبل، 1985، جرون وستراتون

## روابط خارجية
- http://lib.bioinfo.pl/auid:1734051 نسخة محفوظة 17 أبريل 2013 at Archive.is
- http://www.labome.org/expert/uk/bagshawe/kenneth-d-bagshawe-943493.html نسخة محفوظة 18 يناير 2017 على موقع واي باك مشين.